# Somatina rubridisca
Somatina rubridisca är en fjärilsart som beskrevs av Swinhoe 1900. Somatina rubridisca ingår i släktet Somatina och familjen mätare. Inga underarter finns listade i Catalogue of Life.